# 克里斯蒂安·奧古斯特 (普法爾茨-蘇爾茨巴赫)
克里斯蒂安·奧古斯特（德語：Christian August，1622年7月26日—1708年4月23日），普法爾茨-蘇爾茨巴赫伯爵，1632年至1708年在位。

## 家庭
1649年，克里斯蒂安·奧古斯特與拿騷-錫根伯爵喬治·腓特烈的妹妹阿瑪莉埃（Amalie）結婚，兩人共有1子2女：
1. 海德薇希（1650年—1681年）
2. 艾瑪莉亞（德语：Amalia Maria Therese von Pfalz-Sulzbach）（1651年—1721年）
3. 特奧多爾·歐斯塔赫（1659年—1732年）